# سلیمیه (ایسجه‌حصار)
سلیمیه (به ترکی استانبولی: Selimiye) یک منطقهٔ مسکونی در ترکیه است که در ایسجه‌حصار واقع شده‌است.